# Julius Wilhelm Imandt
Julius Wilhelm Imandt (* 3. April 1846 in Prüm; † 3. August 1915 in Trier) war ein deutscher katholischer Theologe.

## Leben
Imandt wuchs in Trier-Feyen auf. Nach seiner Priesterweihe am 30. August 1873 wurde er Kaplan in Dillingen/Saar. Imandts Amtsantritt in Dillingen erfolgte ohne staatliche Anmeldung. Als Folge des Kulturkampfes war die Pfarrstelle der Dillingen benachbarten Pfarrei St. Maximin in der Gemeinde Pachten, die seit dem Jahr 1868 vakant war, nicht mehr besetzt worden. Dem Dillinger Pfarrer Peter Hillen war das Gehalt gesperrt worden und die seelsorgerischen Tätigkeiten wurden stark behindert. Nach der Gehaltssperre gegenüber der Pfarrei Dillingen durch das Königreich Preußen sprang die Dillinger Bevölkerung durch freiwillige Spenden ein. Die Kulturkampf-Verhältnisse in Dillingen verstärkten die antipreußischen Ressentiments der katholischen Bevölkerung Dillingens weiterhin. In Dillingen und in den Orten der Umgebung kam es zu Protestversammlungen, die die Zentrumspartei organisiert hatte. Am 5. Mai 1874 wurde Imandt aus politischen Gründen verhaftet und in Saarbrücken ins Gefängnis gesperrt. Daraufhin versammelten sich in Dillingen mehrere hundert Menschen vor dem Pfarrhaus zu einer Protestkundgebung. Pfarrer Hillen forderte aber die Bevölkerung zur Ruhe gegenüber der preußischen Regierung Bismarck auf, sodass es zu keiner weiteren Eskalation kam. Imandt blieb bis Juli 1874 in Haft und wurde im September 1874 aus Preußen ausgewiesen.
Nach einer heimlichen Rückkehr ging er anschließend in Absprache mit Bischof Matthias Eberhard ins Exil nach Österreich (Pfarrer in Weyer (Oberösterreich)), hielt sich dann in Bayern (Altomünster, Kleinheubach/Unterfranken, Wörth am Rhein/Diöz. Speyer) und Belgien (1876–1884 Hilfsgeistlicher in Brüssel) auf. In Brüssel amtierte er als Präses des deutschen Gesellenvereins. Von 1884 bis 1888 war Imandt Hilfsgeistlicher in Damscheid im Hunsrück und konnte erst nach dem Abflauen des Kulturkampfes an die Saar zurückkehren, wo er von 1888 bis 1912 Pfarrer in Roden wurde. Hier ließ er die alte Barockkirche von 1750 abreißen und initiierte in den Jahren 1898–1900 nach Plänen des Rodener Architekten Wilhelm Hector den Bau der neuen Pfarrkirche Mariä Himmelfahrt in den Formen einer neogotischen Basilika. Der Neubau wurde am 29. April 1902 konsekriert.
Seine letzte Pfarrstelle versah Imandt in den Jahren 1912–1914 in Tellig.